# ميكي إدواردز (سياسي)
ميكي إدواردز (بالإنجليزية: Mickey Edwards)‏ هو صحفي ومحامي وسياسي أمريكي، ولد في 12 يوليو 1937 في كليفلاند في الولايات المتحدة. حزبياً، نشط في الحزب الجمهوري. في انتخابات مجلس النواب الأمريكي 1990 ‏، انتخب عضو مجلس النواب الأمريكي عن دائرة Oklahoma's 5th congressional district ‏ وقد انضم خلال فترته النيابية ‏ (3 يناير 1991 – 3 يناير 1993)  للكتلة البرلمانية الحزب الجمهوري وانتخب عضو مجلس النواب الأمريكي.